# Granberget-Kuottavare
Granberget-Kuottavare este o arie protejată (arie specială de conservare — SAC, sit de importanță comunitară — SCI) din Suedia întinsă pe o suprafață de 88,4 ha, integral pe uscat.

## Localizare
Centrul sitului Granberget-Kuottavare este situat la coordonatele 65°56′29″N 18°14′09″E / 65.9415°N 18.2357°E.

## Înființare
Situl Granberget-Kuottavare a fost declarat sit de importanță comunitară în decembrie 1995 pentru a proteja un număr necunoscut de specii din flora spontană și fauna sălbatică aflate în arealul zonei. Situl a fost protejat și ca arie specială de conservare în martie 2011.

## Biodiversitate
Situată în ecoregiunea boreală, aria protejată conține 2 habitate naturale: Taiga vestică, Mlaștini turboase de tranziție și turbării mișcătoare.
La baza desemnării sitului se află un număr nedeclarat de specii protejate.